# 朔望月
朔望月，也稱為太陰月，在陰曆中是相同類型的兩個連續朔望之間的時間：新月或滿月。確切的定義各不相同，尤其是月初，或所謂的初一。

從北半球看到的月球在月相中循環的動畫。月球的明顯擺動被稱為天秤動。

在天体测量学中，是指月球连续两次合朔的时间间隔。因为摄动的关系，朔望月的长度大约在29.27至29.83天之间变动著，长期的平均长度是29.530588天（29天12小时44分2.8秒），或大约是29.5天。由于月相的变化易于观察，所以陰曆曆法以其平均长度作为一个朔望月。

## 形成
月亮本身不发光，只是反射一部分的太阳光。对于地球上的观测者来说，随着太阳、月亮、地球相对位置的变化，月亮在不同日期裡呈现出不同的形状，这就是月相的週期变化。需要注意的是，由于月球总是以一个面对着地球（潮汐锁定），故虽然月亮被太阳照射时，总有半个球面是亮的，却由于这半个球面不总是对着地球而表现出阴晴圓缺（月相）的变化。
"朔"在天文上是指月亮黄经和太阳黄经相同的时刻。此时月亮处于太阳和地球之间，黑暗半球对着我们，导致几乎无法看到月亮。朔日时，月亮和太阳几乎同时从东方升起，即使地球把太阳光反射到月亮，然后再由月亮反射回来的那部分光（称为地照光），也会完全被太阳的强光淹没。
而当地球处于月亮与太阳之间时，月亮被太阳照亮的半球朝向地球，此时月亮黄经和太阳黄经相差180度，即为"望"。
月相变化的周期，也就是从朔到下一个朔或从望到下一个望的时间，叫做朔望月。观测结果表明，朔望月的长度并不固定，最长可达29天19小时多，最短为29天6小时4分多，平均长度约为29天12小时44分3秒。

## 影响
朔望月是月亮圆缺变化的周期，与地球涨潮落潮有关，与航海、捕鱼也有密切的关系。因其对人们夜间的活动有较大的影响，同时在宗教上月相也占有重要位置，朔望月被自然地当作比日更长的记时单位。